# NGC 2266
NGC 2266 (również OCL 471) – gromada otwarta znajdująca się w gwiazdozbiorze Bliźniąt w odległości około 10,7 tys. lat świetlnych od Ziemi. Została odkryta 7 grudnia 1785 roku przez Williama Herschela.
Jest to stara gromada w wieku około miliarda lat. Gwiazdy NGC 2266 wyewoluowały w czerwone nadolbrzymy.